# Mirni (Primórie)
Mirni - Мирный (rus) -és un poble (un possiólok) del krai de Primórie, a l'Extrem Orient de Rússia, que en el cens del 2010 tenia 103 habitants.